# Народний проєкт
«Народний проєкт» (англ. People's Project) — одна з провідних волонтерських організацій допомоги українським військовим у зоні АТО. Займається проєктами різної спрямованості (технічними, побутовими, тренувальними, медичними, соціальними тощо), започаткованими як нею самою, так і сторонніми волонтерами, що пройшли її перевірку.
Хід виконання кожного проєкту висвітлюється на окремій сторінці на сайті організації. Там само доступні опис цього проєкту, форум і автоматично оновлюваний звіт про пожертви, які організація збирає через різні системи безготівкових переказів (на кожен проєкт окремо).

## Історія
«Народний проєкт» розпочався з ініціативи кількох волонтерів у березні 2014 року. Вони з'їздили на Чонгарський півострів, що на межі з Кримом, до десантників 1-го батальйону 79-ї бригади і побачили поганий стан їх забезпечення. Спершу волонтери допомагали військовим за власні гроші, а невдовзі один із них — підприємець у галузі інформаційних технологій з Миколаєва Давид Арахамія — розробив інтернет-проєкт зі збору пожертв. Він відкрився 27 березня 2014 під назвою «Перший народний десантний батальйон».
На цей проєкт вдалося зібрати близько 1,5 млн гривень. Їх вистачило на різноманітну амуніцію не тільки для згаданого батальйону, а й однієї розвідроти та одного розвідвзводу, і в червні задум було успішно завершено. Ще до того організація запустила нові проєкти — «Другий народний десантний батальйон», «Перший народний безпілотник» та «Перший народний снайпер».
За перші 4 місяці група зібрала близько 12 млн, за півроку — 40 млн, а за рік — 100 млн гривень, на які було здійснено вже близько 30 проєктів. Після двох років роботи кількість завершених проєктів перевищила 50, а після трьох досягла 70; ще близько 30 проєктів продовжують виконуватися. Спочатку організація складалася з 5 учасників, а в жовтні 2014 їх було вже 47. Станом на липень 2015 вони працювали в Миколаєві, Києві та Львові.
У серпні 2014 року засновник «Народного проєкту» Давид Арахамія був призначений радником голови Миколаївської облдержадміністрації з питань волонтерської діяльності, в вересні — уповноваженим міністра оборони з питань закупівель, а в жовтні — радником міністра оборони та головою Ради волонтерів при Міністерстві оборони України. В листопаді 2014 він став співзасновником Асоціації народних волонтерів України та куратором «волонтерського десанту» — групи волонтерів, що почали працювати в Міноборони. Інший член «Народного проєкту» Валерій Кисіль у листопаді 2014 став головою Ради волонтерів при Миколаївській облдержадміністрації.

## Діяльність
Організація підтримує майданчик для збору коштів на різні волонтерські проєкти — як її власні, так і зовнішні ініціативи. Вона перевіряє діяльність охочих співпрацювати, аналізує їх пропозиції та відбирає достатньо перспективні, а згодом контролює хід робіт. За словами волонтерів «Народного проєкту», їх пріоритетом є те, чим не займається Міноборони, насамперед високотехнологічні розробки.
Організація збирає пожертви через різні системи безготівкових переказів та приймає речову допомогу. Вона робить наголос на прозорості доходів та витрат: її звітність відкрита й доступна в інтернеті, а дані про нові пожертви з'являються на сайті автоматично. Збір коштів здійснюється через Миколаївський обласний благодійний фонд «Регіональний фонд Благочестя». Пожертви на різні проєкти збираються окремо. Для кожного з них на сайті організації є сторінка з описом, звітом про надходження та витрати, форумом і стрічкою новин. Сайт має українську та англійську версії. Проєкти поділені на категорії «Армія», «Охорона здоров'я» та «Соціальні».
Деякі програми «Народний проєкт» здійснює спільно з іншими волонтерськими організаціями. Зокрема, він оснащував мобільні шпиталі й передавав військовим автомобілі, обладнання, взуття та одяг разом із «Народним тилом», передавав різне обладнання артилеристам у співпраці з «Сестрами Перемоги» та «Армією SOS» і брав участь у підготовці снайперів, організованій групою Combat-UA. Разом із кількома іншими волонтерськими групами організація подала звернення до державних органів щодо ситуації на флоті, після чого було призначено нового командувача ВМС.
Для запобігання крадіжці переданого обладнання «Народний проєкт» ставить на нього своє маркування і напис «Не для перепродажу». При передачі приладів до військової частини організація контролює їх постановку на баланс, а згодом регулярно перевіряє їх наявність.
Нижче наведено дані про проєкти, перераховані на сайті організації станом на 1 липня 2017. Це 102 програми сумарним бюджетом 99,15 млн гривень. Кошти на 90 з них уже зібрано (і 71 уже завершено), 2 проєкти не реалізовано з вини виконавця (зібрані на них гроші компенсовано «Народним проєктом» та розподілено на інші програми), а збір на решту 10 триває. Це проєкти «Біотех-реабілітація поранених», «Оперативне реагування», «Польові бліндажі», «Захисники Маріуполя», «Я снайпер», «Сім коптерів PC-1», «Каратєль», «Школа військових водолазів. Етап II», «Переможці» та «Urban sport. Троєщина».

### Проєкти з допомоги армії

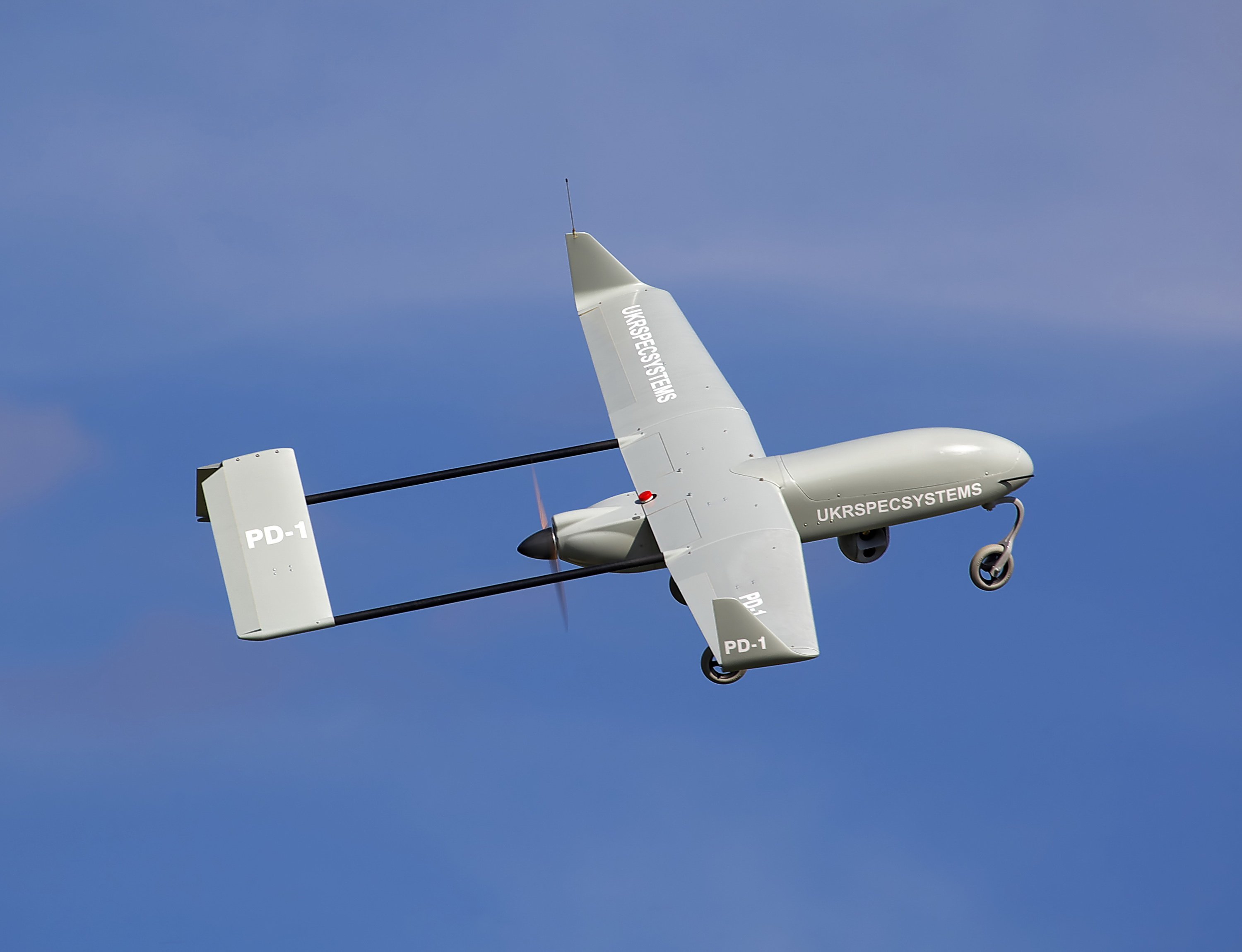
Безпілотний літальний апарат PD-1, створений компанією Ukrspecsystems спільно з «Народним проєктом»

- «Оперативне реагування» — швидке доправлення різним підрозділам різних необхідних речей, які не заплановані в інших проєктах[59][67][68]. Збір коштів триває[59].
- Закупівля бліндажів (стійких укриттів для бійців від вогню супротивника)[69][70][71][72]. Згідно зі звітом організації, військовим вже передано понад 70 одиниць. Збір коштів триває; планується зібрати 2,64 млн гривень[60].
- Кілька проєктів із надання військовим безпілотних літальних апаратів, у тому числі розроблених та побудованих в Україні[3][73][74][66][75][76][65]. Згідно зі звітами організації, 12 апаратів уже передано і збір пожертв іще на 2 триває[63][77][78][64]. Ці проєкти отримали висвітлення в низці відомих закордонних видань, таких як The Guardian[76], Fox News[79] і Bloomberg[80].
- Дистанційно керована турель для великокаліберного кулемета[81][82] (станом на березень 2016 військовим було доправлено два екземпляри)[83][84].
- Навчальні проєкти: підготовка військових водолазів[85][86][87] та тренування військових із різних підрозділів за системою кросфіт[88][89][90][91].

- Проєкти «Народна броня» та «Народна броня-2» — встановлення додаткової (в тому числі протикумулятивної) броні на бронетранспортери, гусеничну техніку, автомобілі та вертольоти. До проєкту долучився Миколаївський тепловозоремонтний завод, «Миколаївобленерго» та низка інших підприємств. Збір коштів завершено, роботи тривають[92][93][3][94][95][14]. Згідно зі звітами, в рамках першого проєкту робота йде зі 131 БТРом, а в рамках другого — з 61 одиницею техніки різних типів[92][93]. Крім того, в липні 2014 було виконано ще один проєкт із бронювання 2 вантажівок[96].

- «Перша народна тачанка» — постачання різним підрозділам автомобілів, зокрема броньованих позашляховиків. Ця ініціатива виокремилася в самостійний проєкт[97][98][99][100]. Згідно з його звітом, військовим передано 36 автомобілів[98].

- Два проєкти з ремонту різноманітного транспорту та бойової техніки з загальним бюджетом 1,50 млн гривень[101][102].

- Фінансування розробки та впровадження електронної системи координації на полі бою[103][104][3].

- Закупівля різноманітного обладнання для різних підрозділів — засобів зв'язку, планшетів для орієнтування на місцевості, артилерійських далекомірів, приладів нічного бачення, тепловізорів, тепловізійних прицілів та прицілів нічного бачення, ременів для зброї, робочих інструментів, чохлів для «Градів», обладнання для автоматів Калашникова тощо[38][105][106].

- Побутове та речове забезпечення військових: одяг, взуття, обігрівачі, генератори, спальні, душові, пральні та інше[107][108][45][109][14].

- Низка проєктів із надання різнобічної, насамперед технічної, допомоги конкретним військовим формуванням. Найбільший бюджет мали програми екіпірування 73-го морського центру спеціальних операцій (3,06 млн гривень)[110] та 55-ї окремої артилерійської бригади (2,44 млн)[49]. Крім того, виконано або виконуються проєкти допомоги 11-й авіаційній[111], 25-й повітряно-десантній бригадам[112], 36-й бригаді морської піхоти[61], 72-й механізованій[113], 79-й аеромобільній[17][114][115][116][117], 81-й аеромобільній[118] та 299-й авіаційній[119] бригадам, 19-му миколаївському батальйону[120], батальйонам «Донбас»[78], «Миколаїв»[121] та «Миротворець»[122], батальйону імені Кульчицького[123], 3-му полку спецпризначення[124], морській піхоті[125], спецпідрозділу «Альфа», розвідці кількох військових формувань (17-ї, 79-ї та 93-ї бригад, 43-го та 54-го батальйонів, батальйону імені Кульчицького, «Альфи» та деяких формувань ВМС, зокрема 1-го батальйону морської піхоти)[126][127][116], снайперам кількох підрозділів[128][129][62], прикордонникам[130][131][132], деяким іншим військовим формуванням[133], а також Центру воєнно-стратегічних досліджень Національного університету оборони[134]. Виконано проєкт із оснащення водолазного судна «Нетішин»[135][136].

- Різнобічна підтримка різних військових формувань, що воюють у певних місцях. Це два проєкти допомоги захисникам Донецького аеропорту, що здійснювалися в 2014—2015 роках (організація звітує про передачу нічної оптики, генераторів, іншого обладнання, спальних мішків та одягу на загальну суму 1,62 млн гривень)[137][138] та проєкт допомоги захисникам Широкиного, що тривав 2015 року (було доправлено різне екіпірування на суму 1,08 млн гривень)[139]

- Участь у фінансуванні програми «Прифронтова інспекція» організації «Фундація.101» (моніторинг контрольних пунктів на лінії розмежування на предмет дотримання прав людини та відсутності корупції при пропуску)[140][141][142] та закупівля обладнання для проєкту «ІнформНапалм»[143].

### Медичні проєкти
Ці програми включають закупівлю ліків і медичних приладів для лікарень і мобільних шпиталів, комплектування аптечок та медичних рюкзаків для солдатів, а також оплату лікування та реабілітації поранених військових та мирних мешканців. Станом на 1 липня 2017 виконано або виконуються 17 медичних проєктів, серед яких найбільший бюджет мають такі:
- «Біотех-реабілітація поранених» — відновлення пошкоджених кісток кінцівок за допомогою стовбурових клітин пацієнта (що іноді дозволяє уникнути ампутації). Лікування здійснює київська медична компанія Ilaya[58][144][145][146][147]. Приймаються і постраждалі військові, і цивільні[58]. Проєкт запущено в вересні 2014[148]; допомогу отримали чи продовжують отримувати 77 пацієнтів[149]. Це найдорожчий із проєктів організації: планується зібрати 24,40 млн гривень, із яких 98 % вже зібрано[58].
- «Індивідуальна медична аптечка» — закупівля засобів для зупинки кровотечі CELOX (1518 одиниць) та QuikClot (5718 од.), а також гелевого пластиру BurnTec (335 од.). Другий за вартістю проєкт (4,03 млн гривень)[150].
- «Банк шкіри» — відновлення пошкодженої шкіри за допомогою клітинних технологій. Проводиться опіковим центром при Київській міській клінічній лікарні № 2 та компанією Ilaya з грудня 2014 року. Діє під патронатом Марини Порошенко та за підтримки фармацевтичної фірми «Дарниця»[151][152][153][154]. Бюджет — 1,77  млн гривень. У червні 2016 «Народний проєкт» повідомив про відновлення шкіри першим 12 пацієнтам[155][156].
- «Реабілітація та відновлення руху поранених» — закупівля реабілітаційного апарату ArmeoSpring для центру нейрореабілітації Nodus (м. Бровари). Бюджет — 1,84 млн гривень[157][158]. У квітні 2016 організація повідомила про виліковування за допомогою апарату перших 5 бійців[159].

### Соціальні проєкти
До цієї категорії належать 9 проєктів, серед яких найбільший бюджет мають такі:
- «Каратєль» (спільно з громадською організацією «Фундація.101»)[160] — створення мобільного додатку, що дозволяє відправляти фото- та відеозйомку різноманітних протиправних дій юристам, які повідомлятимуть про них органи влади. Проєкт запущено в квітні 2017; за перші 2 місяці через нього було подано майже 1800 заявок[161];
- «Перинатальний центр»: передача Дніпропетровському клінічному медичному центру імені М. Ф. Руднєва електрохірургічного апарату[162];
- «Переможці» — виготовлення протезу для учасника АТО;
- «Urban sport. Троєщина» — оновлення спортмайданчика на Троєщині в Києві.

## Оцінки
- За оцінкою експертів, опитаних Асоціацією благодійників України, за підсумками роботи в 2014[163] та 2015[164] роках «Народний проєкт» входить до числа благодійних і волонтерських організацій, які діють найбільш ефективно, публічно та прозоро. Крім того, його програма «Біотех-реабілітація поранених» 2014 року потрапила до переліку найефективніших благодійних і волонтерських проєктів, спрямованих на вирішення конкретних суспільних проблем[163].
- 30 вересня 2016 року «Народний проєкт» («Регіональний фонд Благочестя») став переможцем у номінації «Витрати у сфері допомоги армії у 2015 році» (в категорії обсягу витрат понад 10 млн грн на рік) Національного рейтингу благодійників, який проводить Український форум благодійників[165][166][167].
- 22 березня 2018 року «Народний проєкт» отримав нагороду за друге місце у номінації «Благодійність в захисті України» Національного конкурсу «Благодійна Україна — 2017», заснованому Асоціацією благодійників України[168].
- За оцінкою британського політолога Ендрю Вілсона , «Народний проєкт» належить до волонтерських груп, чиї стандарти прозорості значно перевершили державні[169].

## Відзнаки
- Засновник «Народного проєкту» Давид Арахамія за волонтерську діяльність нагороджений орденом «За заслуги» III ступеня (Указ Президента України від 23 серпня 2014)[170].
- 2016 року до Дня волонтера кілька волонтерів «Народного проєкту» отримали відомчі відзнаки Міністерства оборони України — нагрудні знаки «Знак пошани» і медалі «За сприяння Збройним Силам України»[171][172].